# Wybory parlamentarne w Wielkiej Brytanii w 2005 roku
Wybory parlamentarne w Wielkiej Brytanii, 2005, odbyły się 5 maja 2005 roku na terenie Zjednoczonego Królestwa Wielkiej Brytanii i Irlandii Północnej. Wybory zostały rozpisane przez królową Elżbietę II 11 kwietnia 2005 roku na prośbę premiera Tony’ego Blaira. Wybory wygrała rządząca Brytyjska Partia Pracy premiera Tony’ego Blaira.
Kandydatów na deputowanych do Izby Gmin wybierano w 646 jednomandatowych okręgach wyborczych. Wybory odbyły się równocześnie z lokalnymi wyborami w Anglii i Irlandii Północnej. Lokale wyborcze były otwarte przez 15 godzin, od godziny 8.00 do 23.00 (czasu polskiego).

## Wyniki wyborów
| Partia                             | Miejsca | Zyskała | Straciła | +/− Z/S* | Głosy     | %    | +/–** |
| ---------------------------------- | ------- | ------- | -------- | -------- | --------- | ---- | ----- |
| Labour Party                       | 356     | 0       | 47       | −47      | 9 545 730 | 36,2 | −5,8% |
| Conservative Party                 | 197     | 36      | 3        | +33      | 8 753 254 | 33,2 | +0,5% |
| Liberal Democrats                  | 62      | 16      | 5        | +11      | 5 977 043 | 22,6 | +3,7% |
| Democratic Unionist Party          | 9       | 4       | 0        | +4       | 241 856   | –    | –     |
| Scottish National Party            | 6       | 2       | 0        | +2       | 412 267   | 1,6  | −0,2% |
| Sinn Féin                          | 5       | 1       | 0        | +1       | 174 530   | –    | –     |
| Plaid Cymru                        | 3       | 0       | 1        | −1       | 174 838   | 0,7  | −0,1% |
| Social Democratic and Labour Party | 3       | 1       | 1        | 0        | 125 626   | –    | –     |
| Ulster Unionist Party              | 1       | 0       | 5        | −5       | 127 314   | –    | –     |
| Respect The Unity Coalition        | 1       | 1       | 0        | +1       | 68 065    | 0,3  | –     |
| Peter Law Narodowcy                | 1       | 1       | 0        | +1       | 20 505    | 0,1  | –     |
| Health Concern                     | 1       | 0       | 0        | 0        | 18 739    | 0,1  | 0,0%  |
| United Kingdom Independence Party  | 0       | 0       | 0        | 0        | 597 836   | 2,3  | +0,8% |
| Green Party of England and Wales   | 0       | 0       | 0        | 0        | 256 020   | 1,0  | +0,3% |
| British National Party             | 0       | 0       | 0        | 0        | 191 573   | 0,7  | +0,5% |
| Scottish Socialist Party           | 0       | 0       | 0        | 0        | 42 633    | 0,2  | −0,1% |
| Scottish Green Party               | 0       | 0       | 0        | 0        | 25 760    | 0,1  | +0,1% |
| Liberal Party                      | 0       | 0       | 0        | 0        | 19 068    | 0,1  | 0,0%  |